# Flama
Flama ist ein portugiesisches Unternehmen. Es ist heute der einzige Haushaltsgerätehersteller in ausschließlich portugiesischem Besitz.

## Geschichte
Das Unternehmen wurde 1979 in Nordportugal von António Alves in der Ortschaft Cesar, im Kreis Oliveira de Azeméis gegründet, unter dem Namen A. Alves Lda. Es produzierte anfangs Koch- und Essgeschirr aus Aluminium. Die Produktpalette wurde um Haushaltskleingeräte erweitert, und 1988 begann das Unternehmen auch ins Ausland zu exportieren, sowohl eigene Produkte, als auch für andere Hersteller produzierte Waren.
1996 wurde das Unternehmen in eine Aktiengesellschaft (S.A.) umgewandelt, und bekam den heutigen Namen Flama – Fábrica de Louça e Eletrodomésticos, S.A. (dt.: Geschirr- und Haushaltsgeräte-Fabrik Flama). Die Produktpalette wurde seitdem zunehmend erweitert. Im Jahr 2000 wurde das Unternehmen nach ISO 9001 zertifiziert.

## Aktivitäten
Am Firmensitz im Industriegebiet von Cesar, im Kreis Oliveira de Azeméis, werden auf einer Fläche von etwa 12.000 Quadratmetern Zapfanlagen, elektrische Grillgeräte, Staubsauger, Mixer, Toaster, verschiedenste Kaffeemaschinen, Fritteusen, Bügeleisen, Mikrowellenherde u. a. produziert, sowohl eigene Geräte, die unter dem eigenen Firmennamen vertrieben werden, als auch Produkte ausländischer Hersteller, die hier in Lizenz produziert werden. Zu den fremden Markenprodukten, die Flama produziert, gehören u. a. Philips, Rowenta, Tefal, Electrolux, Turmix und Fagor. Einige Geräte werden in Zusammenarbeit mit Delta Cafés und Super Bock hergestellt. Der Schwerpunkt des Unternehmens liegt auf der Entwicklung innovativer Kaffee- und Elektrogrillgeräte, insbesondere Espressomaschinen und Kaffeevollautomaten.

## Kennzahlen
Das Unternehmen beschäftigte im Jahr 2010 108 Mitarbeiter, nach 131 im Jahr 2000. Es erwirtschaftete im Jahr 2000 einen Umsatz von 25 Mio. Euro.